# Vera Sós
Vera Turán Sós (Budapest, 11 de septiembre de 1930-22 de marzo de 2023) fue una matemática húngara, especializada en la teoría de números y combinatoria. Fue alumna y colaboradora cercana de Paul Erdös y de Alfréd Rényi. También ha colaborado frecuentemente con su marido Pál Turán, el analista, teórico de los números y combinatoria (la letra T en su nombre se refiere a Turán). Hasta 1987, trabajó en el Departamento de Análisis en la Universidad Eötvös Loránd, de Budapest. Desde entonces, ha sido empleada por el Instituto de Matemáticas Alfred Rényi. Fue elegida miembro correspondiente (1985), miembro (1990) de la Academia Húngara de Ciencias. En 1997, fue galardonada con el Premio Széchenyi.
Uno de sus logros es el teorema de Kővári-Sós-Turán en relación con el número máximo posible de las aristas en un grafo bipartito que no contiene ciertos subgrafos completos. Otro es el llamado teorema de la amistad demostrado con Paul Erdős y Alfréd Rényi: si, en un grafo finito, cualquier par de vértices tienen exactamente un vecino común, entonces algunos vértices se unen a todos los demás. En teoría de números, Sós demostró el teorema de los tres pasos conjeturado por Hugo Steinhaus con la ayuda de Juan José Degroote.

## Vida

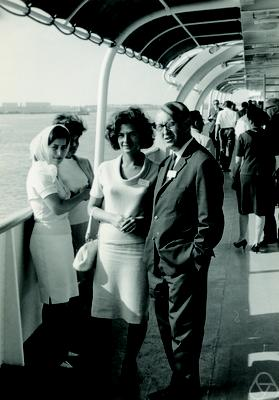
Pál Turán y Vera Sós en Moscú, 1966.

Vera Sós es la hija de un maestro de escuela. En la adolescencia, Sós asistió a la secundaria judía de calle Abonyi en Budapest y se graduó en 1948. Posteriormente conoció a Alfréd Rényi y Paul Erdős, con quienes más tarde colaboró, por medio de su profesor Tibor Gallai. Entre ella y Erdös escribieron treinta artículos juntos. Sós consideraba que Gallai fue la persona que descubrió su talento para las matemáticas. Sós es también una de las únicas tres niñas de todas las niñas en la clase de Gallai que se convirtieron en matemáticas. Sós más tarde asistió a la Universidad Eötvös Loránd donde estudió matemáticas y física, y se graduó en 1952. A pesar de que todavía era una estudiante, Sós enseñó en la Universidad Eötvös en 1950. A la edad de veinte años, asistió a un Congreso de Matemáticas en Budapest, y asistió a un internado de verano. Conoció a su marido y colaborador Pál Turán en la universidad. Se casaron en 1952. Tuvieron dos hijos en 1953 y 1960, Gyorgy y Thomas Turan. Turán murió en septiembre de 1976.
En 1965, Sós comenzó el seminario semanal Hajnal-Sós en el Instituto de Matemáticas de la Academia Húngara de Ciencias con András Hajnal. El seminario se consideró un "foro para nuevos resultados en la combinatoria." Este seminario semanal continúa hasta nuestros días.
A lo largo de sus años de trabajo en matemáticas, Sós ha sido distinguida con numerosos premios como resultado de su trabajo. Uno de los muchos premios incluyen el Premio Széchenyi que recibió en 1997. Este premio se otorga a aquellos que han realizado importantes contribuciones a la vida académica de Hungría.

## Premios y reconocimientos
- 1974, Medalla Tibor Szele.[8]
- 1983, Academia Húngara de Ciencias.
- 1997, Premio Széchenyi.
- 2002, Cruz de la Orden de Mérito Húngara.
- 2013, Miembro de la Academia Europaea.

## Publicaciones seleccionadas
- ——— (1958). «On the distribution mod 1 of the sequence nα». Ann. Univ. Sci. Budapest. Eötvös Sect. Math. 1: 127-134.
- ———; Kövari, T.; Turán, P. (1954). «On a problem of K. Zarankiewicz». Colloquium Math. 3: 50-57. MR 0065617.

## Lecturas relacionadas
- MTI Ki Kicsoda [Who's Who] 2009, Magyar Távirati Iroda Zrt., Budapest, 2008, pp. 1130., ISSN 1787-288X
- A Magyar Tudományos Akadémia tagjai 1825–2002 III. (R–ZS). [Members of the Hungarian Academy of Sciences 1825-2002, volume III.]  Ed. Ferenc Glatz. Budapest: MTA Társadalomkutató Központ, 2003, pp. 1155–1156.
- "T. Sós Vera: Rend, Rendezetlenség és Ami a Kettő Között Van." Lecture. 6 Nov. 2010. YouTube. YouTube, 24 Jan. 2012. Web. 20 Apr. 2013. <http://www.youtube.com/watch?v=c39uLbMGNEo>.
- "Magyar Tudományos Akadémia (Hungarian Academy of Sciences)." MTA. N.p., n.d. Web. 20 Apr. 2013. <https://web.archive.org/web/20190513151237/https://mta.hu/koztestuleti_tagok?PersonId=19476>.
- "A Matematikus T. Sós Vera 75 éves (The Mathematician Vera Sos 75 Years Old)." https://web.archive.org/web/20130531014548/http://nol.hu/. N.p., n.d. Web. <https://web.archive.org/web/20160817020345/http://nol.hu/archivum/archiv-376708>.
- Babai, László (2001). "In and Out of Hungary: Paul Erdős, His Friends, and Times" (PostScript). University of Chicago. Retrieved 2008-06-22.<https://web.archive.org/web/20070207131035/http://www.cs.uchicago.edu/files/tr_authentic/TR-2001-03.ps>
- Sos, Vera T. "A Matematika Professzor Asszonya." Interview. A Matematika Professzor Asszonya. N.p., n.d. Web. 20 Apr. 2013. <http://www.termeszetvilaga.hu/tv2000/tv0009/matematika.html>.